# Oligobrachia mashikoi
Oligobrachia mashikoi är en ringmaskart som beskrevs av Gureeva och Ivanov 1986. Oligobrachia mashikoi ingår i släktet Oligobrachia och familjen skäggmaskar. Inga underarter finns listade i Catalogue of Life.